# Liter jezika
Študentska literarno-jezikoslovna revija Liter jezika je bila ustanovljena leta 2010 na Oddelku za slovanske jezike in književnosti Filozofske fakultete Univerze v Mariboru. 

## Prva generacija (2010–2013)
Nastanek revije je spodbudila mariborska spletna literarna revija Listek, ki jo je urejala Lučka Zorko. Uredniki novoustanovljenega Litra jezika so bili Nina Ditmajer (glavna in odgovorna urednica), Tonja Jelen (glavna urednica, poezija), Denis Škofič (proza, kritika), David Kunstek Kneževič (jezikoslovje) in Viktorija Aleksovska (prevodi), logotip je oblikovala arhitektka Maja Žigart.
Prva številka je izšla zgolj v spletni obliki, naslednjih pet pa s pomočjo financerjev (Slavistično društvo Maribor, Študentski svet FF MB, Oddelek za slovanske jezike in književnosti FF MB, Založba Litera, zasebne donacije) v tiskani in spletni obliki. Še posebej izstopajo tematske številke o mladi slovenski poeziji, prozi, dramatiki in homoerotični literaturi. Svojo poezijo in prozo so tukaj objavljali npr. Lučka Zorko, Jan Šmarčan, Gregor Lozar, Sebastijan Pregelj, Veronika Šoster, Andrej Tomažin, Davorin Lenko, Mitja Drab, Gašper Torkar, Sergej Harlamov, Ciril Bergles, Brane Mozetič, Kristina Hočevar, Suzana Tratnik. Še posebej močna je bila prevajalska rubrika s prevodi študentov z lektoratov na tujih univerzah.
Prva generacija urednikov je sodelovala na Dnevih knjige v Mariboru, Festivalu romske kulture, Radiu MARŠ (oddaja Anima-lit), EPK (projekt Literatura na cesti), organizirala je literarne večere in delavnice. Uredniki so bili tudi gostje v Trubarjevi hiši literature, na Radiu Maribor in TV Maribor.

## Druga generacija (2013-2016)
Leta 2013 so uredništvo prevzeli slovenisti Urša Kac (glavna in odgovorna urednica), Aleš Čeh (proza), Barbara Fužir (kritika), Jasmina Korat (kritika), Karin Požin (poezija), Jure Cvetek (jezikoslovje), Jasmina Odorčić (kritika) in Barbara Mastnak (poezija), ki je kasneje prevzela mesto glavne urednice, kot urednica prevodov se je ekipi pridružila Julija Neudauer.
Uvedli so novo rubriko Korespondence (7. številka), ki je prinašala prepise neobjavljenih pisem in publikacij pisateljev, pesnikov in slovničarjev. Objavili so prepise pisem Izidorja Cankarja, Zofike Sernec in Stanislava Škrabca, vendar se rubrika kljub sodelovanju s Pokrajinskim arhivom Maribor ni obdržala. V reviji je svoje leposlovne prispevke objavljala nova generacija: Aleš Jelenko, Helena Zemljič, Katarina Gomboc Čeh, Anja Bunderla itd. Uredništvo je razširilo tudi rubriko člankov in esejev.
Še naprej so sodelovali na Dnevih knjige v Mariboru, revijo predstavili na Radiu Maribor in BK TV, sodelovali so tudi pri organizaciji pesniških večerov mariborske Mlade rime, ki so potekali v Dvorani Gustaf pod organizatorstvom Dejana Kobana, Veronike Dintinjane, Nine Ditmajer, Petre Kolmančič in Klemna Šalija. Gostovali so na koprski univerzi in s pomočjo Študentske sekcije Slavističnega društva Maribor organizirali okroglo mizo o znanstvenofantastični literaturi.

## Po 2017
Okoli Barbare Mastnak, ki je skrbela za prozne in pesniške prispevke, se je pričela formirati nova uredniška ekipa: iz Oddelka za prevodoslovje je pristopil Michael Leopold, jezikoslovne in literarnozgodovinske članke je urejal Žiga Kranjc, uredniško ekipo pa sta zaokrožili Danijela Sekej (kritika) in Janja Forstner (jezikoslovje).
Deveto in deseto leto je prineslo novo ekipo pod glavnim uredništvom Helene Zemljič. Področni uredniki za prozo so postali Tjaša Miholič, Ana Ambrož in Tajda Urh, uredništvo za poezijo sta prevzela Sašo Kavaš in Ajda Strajnar, kritiko je prevzela Helena Zemljič, članke Karin Jureš in novinarske prispevke Manja Vivod Smolnikar.